# Sidney Sonnino

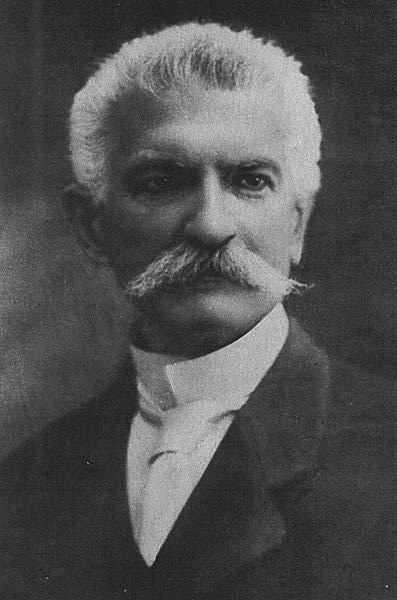
Baron Sidney Sonnino

Sidney Costantino Sonnino (Pisa, 11 maart 1847 - Rome, 24 november 1922) was een Italiaans diplomaat, onderzoeker, journalist, media-uitgever, politicus en staatsman.

## Loopbaan
Na een carrière als diplomaat (Madrid, Wenen, Berlijn en Parijs, waar hij de Commune van Parijs, de opstand van 1871, meemaakte), was hij journalist, oprichter van kranten (La Rassegna, eerst een weekblad, en Il Giornale d'Italia) en socioloog. Hij deed onderzoek naar de situatie van de boeren in zijn geboortestreek in Toscane in 1875. Hij schreef vervolgens een boek met zijn jeugdvriend Leopoldo Franchetti over de levensomstandigheden van de boeren in Sicilië en de politiek-bestuurlijke toestand op het eiland, wat resulteerde in het boek La Sicilia nel 1876. Tot op de dag van vandaag wordt dat als een standaardwerk beschouwd en het was de eerste serieuze maffiastudie. In 1882 werd Sonnino als afgevaardigde in het parlement gekozen voor de conservatief-liberalen. In 1893 werd hij minister van Financiën en saneerde hij de volledige staatsschuld. Later was hij tweemaal kortstondig, in 1906 en 1909/1910, minister-president. In zijn eerste regeringsperiode "De Honderd Dagen van Sonnino" kwam hij met een vergaand hervormingsprogramma: spoorwegnationalisatie, invaliditeitspensioenen, verregaande maatregelen om de kleine boeren in het Zuiden te ondersteunen (belastingverlaging, zaadsubsidies, kredieten en landonteigening), algemeen kiesrecht voor mannen en grote welwillendheid voor een door Maria Montessori aangeboden petitie voor algemeen vrouwenkiesrecht. De oppositie sloot snel de rijen en het enige dat Sonnino voor elkaar heeft gekregen is de afschaffing van de preventieve censuur.

## Eerste Wereldoorlog
Bekendheid en zijn plaats in de geschiedenis verwierf hij in de aanloop naar de Eerste Wereldoorlog en met name in de daarop volgende jaren als minister van Buitenlandse Zaken. Sonnino's voorganger als minister van Buitenlandse Zaken, San Giuliano, had nog in 1912 de alliantie met Oostenrijk-Hongarije en Duitsland hernieuwd. Dit pact beoogde de handhaving van de status quo aan de Italiaans-Oostenrijkse grens. Sonnino zag zijn kans schoon om de Italiaanse invloed in de regio te vergroten. In november 1914 stelde Sonnino het zojuist hernieuwde pact met de centrale mogendheden ter discussie. In ruil voor gebiedsafstand aan Italië zou Sonnino bereid zijn de neutraliteit op te geven. Uit zijn onderhandelingen die tegelijkertijd met Oostenrijk-Hongarije enerzijds en met Frankrijk en Groot-Brittannië anderzijds gevoerd werden, resulteerde uiteindelijk de opzegging van het pact met de centralen. Sonnino's beraadslagingen waren zeer geheim, alleen premier Salandra was op de hoogte. Zelfs de koning werd voor voldongen feiten gesteld. Italië trad in 1915 tot de oorlogscoalitie van Frankrijk, Groot-Brittannië en Rusland toe. De prijs hiervoor werd vastgelegd in het Pact van Londen. Sonnino probeerde de positie van Italië en de door Frankrijk en Groot-Brittannië gedane beloften in het Pact van Londen uit 1915 tijdens de onderhandelingen in Versailles te verdedigen. Dat lukte niet goed (zie hieronder een van de redenen, betreffende zijn relatie met de Amerikaanse president Wilson) en hij vertrok zeer teleurgesteld uit Versailles. Uiteindelijk leverde  dat niet veel meer op dan een tot op de dag van vandaag omstreden gebiedsuitbreiding in het Duitstalige Zuid-Tirol.

## Gevolgen
Sonnino's politiek had een aantal gevolgen: 
- Italië koos partij in de Eerste Wereldoorlog, terwijl de bevolking en een overwegend deel van de politieke elite voorstander waren van neutraliteit. Het land trad het oorlogsstrijdperk binnen, terwijl het intern verscheurd was.
- Italië dreigde te bezwijken onder de oorlogslast. De economische lasten en ravage die door de oorlog ontstonden waren enorm.
- Door de chaotische situatie na de oorlog ontstond een opportunistisch klimaat, waarin Benito Mussolini omhoog kon vallen.
- Het Duitstalige Zuid-Tirol en grote door Slovenen en Kroaten bewoonde delen van Oostenrijk-Hongarije vielen toe aan Italië, waarmee grond voor nieuwe conflicten geschapen werd (zie Pact van Londen). Italië wordt daardoor door Zuid-Tirol aan zijn noordelijke grenzen herinnerd aan de nog steeds omstreden buitenlandse politieke erfenis van Sonnino. Hij had overigens veel meer eisen in Versailles en was gefrustreerd over de uiteindelijke opbrengst van de Italiaanse oorlogsinspanningen.

## Opmerkelijk
- Op 16 april 1909 maakte Sonnino met de beroemde vlieger Wilbur Wright een vluchtje boven Rome. Daarmee was hij een van de eerste, zo niet de eerste, vliegende staatslieden.
- Bij de onderhandelingen in 1919 voor de Vrede van Versailles maakte hij indruk door twee zaken. Het betrof zijn vaardigheid in het Engels (zijn moeder kwam uit Wales), een taal die maar weinig Franse en Italiaanse onderhandelaars machtig waren. De andere belangrijke geallieerde onderhandelaars waren Engels of Amerikaans. Hij maakte tevens indruk door zijn oudtestamentische kennis. Zijn vader was joods en hij was, uitzonderlijk in Italië, protestants opgevoed. Daarmee troefde hij de zeer bijbelvaste Amerikaanse president Woodrow Wilson meermalen af en dat leidde bij Wilson tot grote irritatie tijdens de onderhandelingen.
- Sonnino's begrafenis was de eerste officiële staatsgebeurtenis met Mussolini als premier. Deze was net een paar weken daarvoor aangetreden na zijn Mars op Rome. Sonnino moest overigens niets van hem hebben.
- Sonnino stond ook bekend als Dantekenner.
- Sonnino was een achterneef van Piera Sonnino[1], schrijfster van het boek "Zo was het. Een Italiaanse familie in Auschwitz" (ISBN 9789025363413). Ze refereert zijdelings in het boek (blz. 15/16 onder andere) aan het feit dat haar joodse familie toch wel als geïntegreerd in de Italiaanse maatschappij zou moeten kunnen worden beschouwd vanwege het feit dat haar oudoom "minister" was geweest.